# Acidaliodes flavipars
Acidaliodes flavipars là một loài bướm đêm trong họ Noctuidae.